# Кернтер'єр
Кернтер'єр (англ. Cairn Terrier)  — відмінний компаньйон для сім'ї, що віддає перевагу рухливому способу життя. Собаки цієї породи не уявляють свого існування без людського спілкування, тому потребують постійної уваги. Також це чудові собаки для дітей, що завжди готові брати участь в усіх розвагах малюків. Але з кернами ніколи не можна поводитись грубо, вони стануть некерованими. Якщо ви хочете чогось добитися від керна, завжди використовуйте ласощі, їх він обожнює.

## Опис
Низькорослий пес гармонійної статури, з короткими, сильними і великими лапами. Голова у нього невеликого розміру з досить широким лобом. Перехід від лоба до морди плавний. Морда звужується до мочки носа. Щелепи потужні і сильні. Очі середнього розміру, темного кольору, широко розташовані один від одного, дуже яскраві і виразні. Вуха високо посаджені, середнього розміру, трикутної форми, покриті короткою шерстю. Шия міцна і сильна, середньої довжини. Спина коротка і пряма, поперек гнучкий, грудна клітка глибока і широка. Кінцівки паралельні одна одній. Лапи досить великі, округлої форми; задні більші, ніж передні. Хвіст високо посаджений, не довгий, тримається майже вертикально. Шерсть груба і жорстка, середньої довжини з м'яким густим підшерстком. На морді є невеликі вуса і борода. Забарвлення може бути пісочним, рудим, сірим і тигровим. Вуха, зазвичай, темніші ніж основний колір.

## Історія
Порода кернтер'єр була визнана офіційно лише в 20-му столітті. Відомо, що батьківщиною усіх тер'єрів є Велика Британія. Цих собак здавна використовували в для винищення гризунів і мисливців на дрібних хижаків. Люди цінували їх передусім за робочі якості, а не за зовнішній вигляд, тому їх не розділяли по кольорах, типу шерсті та інших ознаках, властивих певній породі. Пізніше, звичайно, люди стали помічати відмінності між собаками, що, наприклад, мешкали в гірських масивах і на рівнинних територіях. Таким чином усі собаки були поділені на кернтер'єрів, скай-тер'єрів і вест-хайленд-вайт тер'єрів. У Шотландії була поширена гельська мова — діалект кельтської. Саме від цієї мови пішла назва цієї породи. Слово «керн» в перекладі означає «кам'яниста місцевість». Завдяки чому ми можемо зробити висновок, про місця появи і мешкання кернтер'єрів. Представники цієї породи під своєю нинішньою назвою уперше з'явилися на лондонській виставці в 1909 році. Вже в 1910 році порода була офіційно визнана англійським клубом собаківництва. Починаючи з 1928 року кернтер'єри стали поширюватися по усіх європейських країнах.

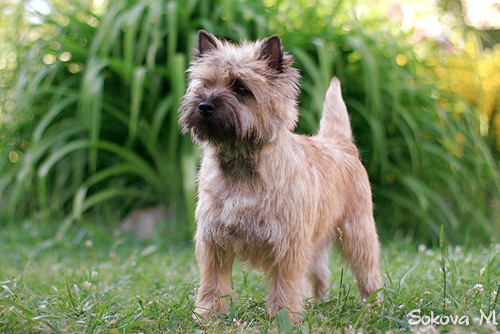

## Характер
Кернтер'єри сміливі, відважні і безстрашні пси. У них дуже розвинений захисний інстинкт. Незважаючи на свій зовсім невеликий розмір, ці собаки можуть вступити в сутичку навіть з великими псами. Керни дуже товариські і грайливі. Вони люблять бути в центрі уваги. З ними треба займатися, інакше вони нудьгуватимуть, і їхня поведінка ставатиме неадекватною. Вони дуже розумні, тому процес навчання не буде занадто важким. Проте, вони люблять самостійно приймати рішення і не завжди готові до слухняності. Але керни здатні на багато що заради ласощів, тому вважайте, що ключик до серця свого керна Ви вже знайшли.